# Мартин Куба
Мартин Куба (на чешки: Martin Kuba) е чешки лекар и политик. Член на Гражданската демократична партия от 2003 година. 9-и Министър на промишлеността и търговията на Чехия.

## Биография
Мартин Куба е роден на 9 април 1973 година в град Ческе Будейовице, Чехословакия.
|  | Тази страница частично или изцяло представлява превод на страницата Martin Kuba в Уикипедия на чешки. Оригиналният текст, както и този превод, са защитени от Лиценза „Криейтив Комънс – Признание – Споделяне на споделеното“, а за съдържание, създадено преди юни 2009 година – от Лиценза за свободна документация на ГНУ. Прегледайте историята на редакциите на оригиналната страница, както и на преводната страница, за да видите списъка на съавторите. ВАЖНО: Този шаблон се отнася единствено до авторските права върху съдържанието на статията. Добавянето му не отменя изискването да се посочват конкретни източници на твърденията, които да бъдат благонадеждни. |